# Владлен Татарский
Владле́н Тата́рский (настоящее имя — Макси́м Ю́рьевич Фоми́н, укр. Максим Юрійович Фомін; 25 апреля 1982, Макеевка, Донецкая область — 2 апреля 2023, Санкт-Петербург) — российский военкор, писатель, блогер-пропагандист. Участник российско-украинской войны.
Погиб в результате взрыва в баре в Санкт-Петербурге.

## Биография

### Происхождение. Трудовой старт
Родился 25 апреля 1982 года в городе Макеевке Донецкой области в шахтёрской семье (отец и дед были шахтёрами). Имел татарские корни со стороны матери. Мать — Равиля Ибрагимова.
После окончания школы работал на шахте.
Через несколько лет открыл бизнес по продаже мебели. По собственным словам, взял кредиты для расширения предприятия, но магазины не приносили достаточной прибыли.

### Судимость, побег
8 декабря 2011 года вместе с двумя приятелями, надев на голову чулок и вооружившись пистолетом, участвовал в вооружённом ограблении отделения «Приватбанка» в Макеевке. Из отделения они забрали 11 707 гривен, 1250 евро, 255 долларов и 10 800 российских рублей. Украинское издание «Сегодня» писало, что «всего в несгораемом шкафу было до миллиона гривен, но их преступники не заметили». В одной из украденных пачек купюр оказался спрятан датчик слежения, один из налётчиков нашёл его уже дома и разбил. Всех троих задержали в тот же день. Совершение преступления Фомин объяснял тем, что у него плохо шёл бизнес.
Фомин и один из его соучастников получили восемь лет колонии, третий соучастник — 7 лет. Наказание отбывал в ИК-57 под Горловкой. На фоне возникшей неразберихи из-за войны в Донбассе 27 августа 2014 года совершил побег из колонии. 

### Военная служба в ДНР и ЛНР
После побега, с 2014 года стал участвовать в боевых действиях в Донбассе на стороне самопровозглашённой ДНР, взяв себе позывной «Профессор». Затем был повторно арестован осенью 2015 года уже властями ДНР из-за отсутствия юридических оснований для освобождения, но был помилован главой ДНР Александром Захарченко. После этого Максим Фомин служил под командованием полевого командира «Народного ополчения Донбасса» в Горловке Игоря Безлера.
Далее перешёл в полк «Витязь» в самопровозглашённой ЛНР, где служил до конца 2014 года. В апреле 2015 года вступил в батальон «Восток», прослужив там год. С 2017 года служил в батальонной разведке 4-й бригады Народной милиции ЛНР.

### Блогер и писатель
В 2019 году уволился с военной службы и переехал в Москву. В 2021 году стал гражданином России.
После ухода с военной службы занялся военной журналистикой, работая в составе созданной им же группы «Терриконы Донбасса». Издал три книги: «Бег» (автобиографическая, 2020), «Война» (военные мемуары, 2021) и «Медитация» (художественная, сборник рассказов, 2021). Псевдоним «Владлен Татарский» взял не позднее 2017 года в честь героя романа Виктора Пелевина «Generation „П“» Вавилена Татарского. Начал вести YouTube- и Telegram-каналы. По данным на конец 2022 года, на Telegram-канал Татарского было подписано 500 тысяч человек. Начало роста популярности канала пришлось на февраль 2022 года.
Институт изучения войны отметил, что «Фомин был заметной фигурой в российском националистическом провоенно настроенном информационном пространстве, хотя и не более, чем ряд других».

### Вторжение на Украину (2022—2023)
В начале февраля 2022 года вернулся на службу в батальон «Восток». После начала полномасштабного российского вторжения снова принимал участие в военных действиях. По его словам, он помогал с запуском военных дронов и с устройством укреплений.
С осени 2022 года начал активно критиковать Минобороны России после череды неудач на фронте, из-за чего его причисляли к медиа-пулу Евгения Пригожина, который также был недоволен командованием российской армии.
15 января 2023 года был внесён в санкционный список Украины за «распространение кремлёвской пропаганды в своих публикациях и докладах».

### Гибель
2 апреля 2023 года в кафе-баре, принадлежащем Евгению Пригожину, движение «Кибер Фронт Z» организовало творческий вечер Владлена Татарского под названием «Есть такая профессия военкор». Во время собрания, в 18:13 по местному времени произошёл взрыв, в результате которого Татарский погиб. Главной подозреваемой стала Дарья Трепова, по версии следствия, передавшая Татарскому статуэтку (бюст) со взрывчатым веществом.
Похоронен 8 апреля 2023 года на Троекуровском кладбище Москвы. Проститься с Татарским «пришли от нескольких сотен до тысячи человек».

### Реакция на убийство
После убийства Татарского некоторые российские политики и комментаторы требуют вернуть смертную казнь и преследовать инакомыслящих с помощью обвинений в терроризме и государственной измене.
Российские антивоенные движения, осуждая террор, считают его главной причиной «преступную войну, которую необходимо остановить».
25 марта 2024 года в ходе показанного в едином телемарафоне новостей интервью для ICTV глава СБУ Василий Малюк на вопрос журналистки о причастности к убийству Владлена Татарского сообщил о подробностях.

## Взгляды

### С 2014 по 2022 год
По словам самого Татарского, он, сидя в тюрьме в феврале 2014 года, поддерживал Евромайдан. Однако позже он всецело поддержал «русскую весну» и сожалел, что не участвовал в крымских событиях. Вместе с тем Татарский якобы скептично относится к мифологии «Русской весны», отрицая массовый характер вооруженного сопротивления местного «ополчения».

### После 2022 года
После начала полномасштабного российского вторжения, Татарский являлся ярым сторонником разрушения Украины и популяризатором войны России с Украиной. Он был одним из самых активных ультранационалистских блогеров и «военкоров» — поддерживающих войну с Украиной, в своих постах и видео Татарский часто призывал к геноциду украинского народа, тотальной войне и ковровым бомбардировкам.
Так он заявлял:
Украина как государство в нынешнем виде должна быть уничтожена
Если бы мы в первый день похоронили в казармах Украины 10 тысяч украинских солдат, то они были бы на переговорах сговорчивыми, это бы деморализовало сильнее
Это бесовское государство. И те, кто ещё до сих пор верит в то, что не надо там говорить против Украины, что есть Украина, есть там фашисты-шмашисты… Во-первых, себе это сказать и потом объявить нашу политику. Мы должны покончить с этим государством рано или поздно.
Многие люди, которые испытывают какие-то странные любовные чувства к хохложителям, они говорят о том, что "Ну, зачем же мы разрушаем инфраструктуру, ведь мы отступаем, а не наступаем, зачем же мы их обозляем?". Слушайте, они, эти свиньи, обозлены уже и так. Это раз. Второе: даже в обороне разрушать нужно инфраструктуру. Не будут работать госпиталя, больше хохлов будет дохнуть на операционных столах, например.
Отдельные журналисты отмечают, что военным корреспондентом Татарского называть неправильно, так как он с оружием воевал на востоке Украины с 2014 до 2021 года, а потом и после начала полномасштабного вторжения с 2022 года. По мнению журналиста Би-би-си, участие в боевых действиях с оружием отличает Татарского от корреспондентов, освещающих события с фронта с камерой и без оружия.
Время от времени Татарский позволял себе критику властей России за её неудачи на фронте; так, он призвал создать трибунал для российского военного руководства, назвав высших российских офицеров «необученными идиотами».
Владлен Татарский не делал большого различия между уничтожением военных и гражданских целей на Украине. Наиболее известной стала фраза, произнесённая им на стриме из Георгиевского зала Большого Кремлёвского дворца 30 сентября 2022 года после церемонии аннексии Россией оккупированных частей Украины:
Всех победим, всех убьём, всех, кого надо, ограбим, всё будет, как мы любим
14 апреля 2023 года эта цитата была обнаружена на месте демонтированного монумента в эстонском городе Нарва. По факту произошедшего полицией было начато производство по статье о поддержке и оправдании международных преступлений.

## Память
- В 2024 году рэпер и бывший «военкор» Аким Апачев выпустил посвящённую Владлену Татарскому песню «Всех убить! Всё отнять!»[37].
- В честь Максима Фомина названа улица в посёлке Мирный (Московская область)[38][39].
- Муралы в его честь изображены в Нижнем Новгороде[11], а также в оккупированных Россией Мелитополе[11] и Геническе[40].
- По псевдониму М. Фомина назван дрон-камикадзе «ВТ-40» (Владлен Татарский, 40 лет) фирмы «Русский беспилотник»[11].

## Награды
- В июне 2022 года, в числе группы основных российских военкоров, награждён российской Национальной премией интернет-контента «Сила в правде» за «освещение хода спецоперации РФ на Украине»[15][41], награды вручал замглавы администрации президента РФ Сергей Кириенко.
- Орден Мужества (3 апреля 2023 года, посмертно) — за мужество и отвагу, проявленные при исполнении профессионального долга[42].
- Медаль «За освобождение Мариуполя» (Донецкая Народная Республика, 19 июля, 2023 года, посмертно)[11].

## Публикации
Мемуары:
- Владлен Татарский. Бег. Краснодар: Издательский дом «Митра», 2021. — 170 с.
- Владлен Татарский. Война. Краснодар: Издательский дом «Митра», 2021. — 278 с.

Художественная проза:
- Владлен Татарский. Медитация. Сборник рассказов. Краснодар: Издательский дом «Митра», 2022. — 214 с.